# Sapphire (luchadora)
Juanita Wright (24 de octubre de 1934 - 11 de septiembre de 1996) fue una ayudante de cámara y luchadora de lucha libre profesional más conocida como "Sweet" Sapphire en la World Wrestling Federation, donde dirigió a Dusty Rhodes en 1989 y 1990. También luchó en el circuito independiente como Princess Dark Cloud.

## Primeros años
Juanita Wright nació el 24 de octubre de 1934 en San Luis, Misuri. De niña se convirtió en una gran aficionada a la lucha libre y empezó a llevar a los luchadores a los estadios de la zona de San Luis. Wright obtuvo una licencia de árbitro de lucha, siendo la primera mujer de Misuri en hacerlo, antes de entrar en el ring como luchadora a los 42 años, convirtiéndose también en la primera persona del estado en participar en un combate de Battle Royale masculino. Ella y otro oponente fueron declarados vencedores tras ser los dos últimos que quedaban en el ring de entre otros 15 luchadores. Apareció bajo el nombre de Princess Dark Cloud y en una ocasión luchó con un oso. Antes de firmar un contrato con la World Wrestling Federation, Wright trabajó como vendedora para una empresa de ropa en San Luis.

## Carrera en la lucha libre profesional

### World Wrestling Federation (1989–1990)
El 23 de noviembre de 1989, Wright debutó en pay-per-view en Survivor Series como aficionada animando al luchador Dusty Rhodes, que formaba parte del Dream Team contra The Enforcers. Sin embargo, su debut en la televisión de la WWF se produjo una semana antes, durante un episodio de la lucha libre en horario de máxima audiencia, donde también se la vio como aficionada animando a Dusty Rhodes durante su combate contra Akeem.
Sapphire comenzó a dirigir a Dusty Rhodes, ambos ataviados con trajes negros con lunares amarillos. Más tarde, junto con Rhodes, entró en una disputa con el "Macho Man" Randy Savage, entonces llamado "Macho King", y con Sensational Sherri, entonces Queen Sherri, ya que Sapphire formó equipo con Rhodes para enfrentarse a Savage y Sherri en un combate por equipos en Wrestlemania VI. Sapphire venció a Sherri, con la ayuda de Miss Elizabeth, que se había aliado con Sapphire y Rhodes tras un incidente previo que precipitó el combate. Sapphire y Sherri continuarían su disputa compitiendo entre ellos en combates individuales y por equipos, por todo el país desde el 21 de abril de 1990, en el Richmond Coliseum, donde perdió contra Queen en un combate individual, hasta el 25 de agosto, donde ella y Rhodes salieron victoriosas como equipo.
En la primavera y el verano de 1990, comenzó a recibir regalos de un misterioso benefactor. En SummerSlam, Sherri derrotó a Sapphire por abandono después de que ésta no se presentara. Cuando Sapphire fue encontrada tras un breve período de búsqueda, corrió rápidamente a un camerino y cerró la puerta con llave, negándose a ser entrevistada o incluso a hablar con Rhodes. Segundos antes del combate de Rhodes contra Savage, Ted DiBiase reveló que había comprado a Sapphire. Rhodes, angustiado, perdió un rápido combate contra Savage después de ser golpeado con el bolso de Sherri a espaldas del árbitro. Sapphire comenzó a aparecer en segmentos en los que hacía favores a DiBiase, incluyendo planchar su dinero. Aunque nunca se explicó el motivo en la programación de la WWF, Virgil reveló en una entrevista con WWF Magazine varios meses después que la razón (kayfabe) de su marcha fue que DiBiase se llevó todos los regalos.
En una entrevista posterior, Sherri Martel reveló que la admiración de Wright por Rhodes era legítima, y que rompió a llorar cuando en la oficina le comunicaron que rompían la asociación en pantalla de ella y Rhodes. Martel cree que Wright perdió todo el interés en el negocio de la lucha libre después de esto, por lo que dejó la compañía no mucho después de SummerSlam. Sherri también recordó haber hecho llorar a Wright al gritarle por no hacer bien una maniobra básica durante sus sesiones de entrenamiento. También recuerda que en otro momento del entrenamiento, Wright golpeó accidentalmente a Martel en la nariz, donde Sherri procedió a hacerla llorar. Según sus amigos, Wright disfrutó del tiempo que pasó con la WWF, y recibía constantemente peticiones de autógrafos años después de que su personaje desapareciera.

### Asociación de lucha libre de los Estados Unidos (1993)
Más tarde, Wright ingresó a la United States Wrestling Association (USWA) por un breve período de tiempo en 1993, participando en una pelea entre Jerry Lawler y Bert Prentice.

## Vida personal
Wright tuvo dos hijos, llamados Wanda y Ricco. Poco se sabe de Juanita desde que dejó la WWF, excepto que trabajaba en GrandPa Pidgeon's en University City, Misuri, donde disfrutaba contando viejas historias de lucha libre a los hijos de sus compañeros de trabajo. Murió en San Luis, Misuri, de un ataque al corazón el 11 de septiembre de 1996 a la edad de 61. Le sobrevivieron sus hijos, su madre Edna, su hermano Glenn y cuatro hermanas, Cosetta, Mildred, Ruth y Edna Wright.

## En la cultura popular
El personaje llamado "Sweet Sapphire" fue adoptado por Earl Douglas, productor de radio del programa Ron and Fez Show de XM Radio, debido a su asombroso parecido con Juanita, y a su emparejamiento con el nuevo productor del programa The Midnight Rider, interpretado por East Side Dave. Dusty Rhodes, a quien Sapphire había dirigido en la WWF, había luchado bajo el nombre de The Midnight Rider durante sus días en Jim Crockett Promotions.